# Poecilimon vodnensis
Poecilimon vodnensis är en insektsart som beskrevs av Karaman, M.S. 1958. Poecilimon vodnensis ingår i släktet Poecilimon och familjen vårtbitare. Inga underarter finns listade i Catalogue of Life.